# MuMs da Schemer
muMs da Schemer (né Craig Grant) est un acteur et poète américain né le 18 décembre 1968 à New York et mort le 24 mars 2021. Il est surtout connu pour son rôle d'Arnold "Poet" Jackson dans la série télévisée Oz.
Il attira l'attention en tant que poète et performeur lorsqu'il participa au documentaire SlamNation, qui suivit en 1996 les poètes de la Nuyorican Poetry Slam Team (Saul Williams, Beau Sia et Jessica Care Moore) en compétition pour le  National Poetry Slam 1996.
MuMs a participé à des films et des séries télévisées tels Boston Justice, Bamboozled, Everyday People et le Chappelle's Show. Il a également participé aux saisons 2, 3 et 4 de l'émission de poésie de HBO Def Poetry.

## Filmographie sélective
Sauf indication contraire, les informations mentionnées dans cette section peuvent être confirmées par la base de données cinématographiques IMDb,  présente dans la section « Liens externes ».

### Cinéma
- 1999 : À tombeau ouvert (Bringing Out the Dead) de Martin Scorsese (voix)
- 2000 : The Very Black Show (Bamboozled) de Spike Lee : Hard Black
- 2004 : Des gens ordinaires (Everyday People) de Jim McKay : Ali
- 2005 : Dark Water de Walter Salles : un client
- 2005 : On the One de Charles Randolph-Wright : Sharif
- 2007 : Interview de Steve Buscemi : le chauffeur de taxi
- 2008 : Ball Don't Lie de Brin Hill : Fat Chuck
- 2008 : The Brooklyn Heist (Capers) de Julian M. Kheel : Moose
- 2009 : An Englishman in New York de Richard Laxton : DJ
- 2009 : The Good Heart de Dagur Kári : le juge
- 2009 : Breaking Point de Jeff Celentano : Buster Biggs
- 2009 : Identical de Daniel Bollag et Seo Mutarevic : le chef Grant
- 2013 : Effets secondaires (Side Effects) de Steven Soderbergh : un employé
- 2014 : Birdman d'Alejandro González Iñárritu : l'homme dans la rue à Broadway
- 2018 : BlacKkKlansman : J'ai infiltré le Ku Klux Klan de Spike Lee : Jabbo
- 2021 : No Sudden Move de Steven Soderbergh

### Télévision
- 1997-2003 : Oz - 49 épisodes : Arnold "Poet" Jackson
- 2002 : Le Justicier de l'ombre (Hack) - 1 épisode : Omar
- 2003 : Chappelle's Show - 1 épisode : Lysol
- 2004 : The Jury - 1 épisode : Curtice Redding
- 2006 : Les Soprano (The Sopranos) - 1 épisode : Mop
- 2006 : New York, section criminelle ( Law and Order: Criminal Intent) - 1 épisode : Cousin Chet
- 2007 : Boston Justice - 3 épisodes : Joseph Washington
- 2008 : New York, police judiciaire (Law and Order) - 1 épisode : Freddie
- 2009 : Cold Case : Affaires classées (Cold Case) - 1 épisode : Zeb « Zen » Edwards (2009 )
- 2010 : Rhyme Animal (téléfilm) de Jorge Rivera : Shiva
- 2013 : New York, unité spéciale (Law and Order: Special Victims Unit) - 1 épisode : Eddie Baker

### Jeux vidéo
- 2005 : The Warriors : un soldat (voix)
- 2008 : Grand Theft Auto IV : The Crowd of Liberty City (voix)
- 2008 : Midnight Club: Los Angeles : Ian (voix)
- 2009 : Grand Theft Auto: The Lost and Damned : DeSean (voix)